# Xarxa informàtica

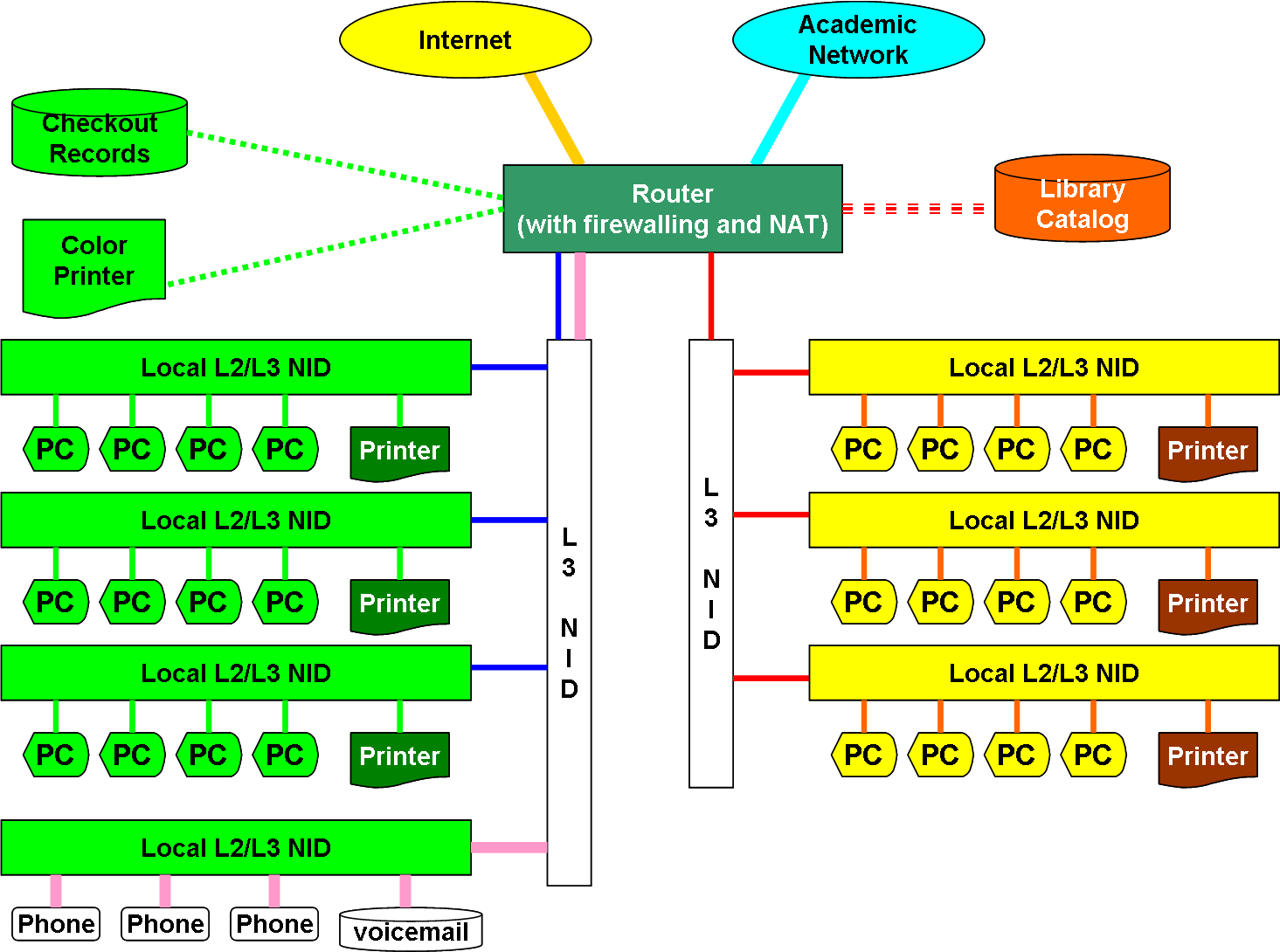
Xarxa d'una biblioteca

Una xarxa informàtica és un grup interconnectat d'ordinadors. La finalitat principal per a la creació d'una xarxa és compartir els recursos i la informació en la distància, assegurar la comfiabilitat i la disponibilitat de la informació, augmentar la velocitat de transmissió de les dades i reduir el cost general d'aquestes accions.
Les xarxes es classifiquen segons el nivell en què es du a terme la comunicació. Així, per exemple, hi ha xarxes a nivell físic (LAN, Ethernet..), xarxes informàtiques virtuals que corren sobre Internet, etc. Hi ha dues grans maneres de classificar els nivells, el model OSI i el model TCP/IP. El model OSI estructura cada xarxa en 7 capes amb funcions concretes però relacionades entre elles; el model TCP/IP es redueix a 4 capes. Altres classificacions, vistes a continuació, són: per escala, per relació funcional o per topologia.
Es diu que una màquina o unitat és en línia (anglès on-line), quan pot connectar-hi de manera automàtica i sense intervenció humana.

## Història
Les xarxes d'ordinadors es poden considerar una branca de la informàtica, l'enginyeria informàtica i les telecomunicacions, ja que es basa en l'aplicació teòrica i pràctica de les disciplines relacionades. Les xarxes informàtiques es van veure influenciades per una àmplia gamma de desenvolupaments tecnològics i fites històriques.
- A finals de la dècada de 1950, es va construir una xarxa d'ordinadors per al sistema radar de l'entorn terrestre semiautomàtic (SAGE) de l'exèrcit dels Estats Units[6][7][8] utilitzant el mòdem Bell 101. Va ser el primer mòdem comercial per a ordinadors, llançat per AT&T Corporation el 1958. El mòdem va permetre que dades digitals es transmetessin a través de línies telefòniques regulars sense condicionar a una velocitat de 110 bits per segon (bit/s).
- El 1959, Christopher Strachey va presentar una sol·licitud de patent per a time-sharing i John McCarthy va iniciar el primer projecte per implementar el temps compartit de programes d'usuari al MIT.[9][10][11][12] Stratchey va transmetre el concepte a J. C. R. Licklider a la Conferència de Processament de la Informació de la UNESCO a París aquell any.[13] McCarthy va ser fonamental en la creació de tres dels primers sistemes de temps compartit (el Sistema de temps compartit compatible el 1961, el Sistema de temps compartit BBN el 1962 i el Sistema de temps compartit de Dartmouth  el 1963).
- El 1959, Anatoly Kitov va proposar al Comitè Central del Partit Comunista de la Unió Soviètica un pla detallat per a la reorganització del control de les forces armades soviètiques i de l'economia soviètica sobre la base d'una xarxa dels centres d'informàtica.[14] La proposta de Kitov va ser rebutjada, com més tard va ser el projecte de la xarxa de gestió econòmica OGAS de 1962.[15]
- El 1960, el sistema de reserves aèries comercials d'entorn d'investigació empresarial semiautomàtica (SABRE) es va posar en línia amb dos mainframes.
- L'any 1963, J. C. R. Licklider va enviar un memoràndum als col·legues de l'oficina discutint el concepte de "xarxa d'ordinadors intergalàctics", una xarxa d'ordinadors destinada a permetre comunicacions generals entre usuaris d'ordinadors.
- Durant la dècada de 1960, Paul Baran i Donald Davies van desenvolupar de manera independent el concepte de commutació de paquets per transferir informació entre ordinadors a través d'una xarxa.[16][17][18] Davies va ser pioner en la implementació del concepte. La xarxa NPL, una xarxa d'àrea local al National Physical Laboratory (Regne Unit) va utilitzar una velocitat de línia de 768 kbit/s i més tard T1 d'alta velocitat  enllaços (1.544 Mbit/s de velocitat de línia).[19][20][21]
- El 1965, Western Electric va introduir el primer interruptor de telèfon àmpliament utilitzat que va implementar el control de l'ordinador en el teixit de commutació.
- El 1969, els primers quatre nodes de l'ARPANET es van connectar mitjançant circuits de 50 kbit/s entre la Universitat de Califòrnia a Los Angeles, l'Institut de Recerca de Stanford, la Universitat de Califòrnia a Santa Bàrbara i la Universitat de Utah.[22] A principis de la dècada de 1970, Leonard Kleinrock va dur a terme un treball matemàtic per modelar el rendiment de les xarxes de commutació de paquets, que va fonamentar el desenvolupament de l'ARPANET.[23][24] El seu treball teòric sobre l'encaminament jeràrquic a finals de la dècada de 1970 amb l'estudiant Farouk Kamoun segueix sent fonamental per al funcionament d'Internet avui dia.
- El 1972, els serveis comercials es van desplegar per primera vegada a les xarxes públiques de dades a Europa,[25][26][27] que va començar a utilitzar X.25 a finals de la dècada de 1970 i es va estendre per tot el món.[19] La infraestructura subjacent es va utilitzar per expandir les xarxes TCP/IP a la dècada de 1980.[28]
- L'any 1973, la xarxa francesa CYCLADES, dirigida per Louis Pouzin va ser la primera a fer que els amfitrions fossin responsables del lliurament fiable de les dades, en lloc de ser un servei centralitzat de la pròpia xarxa.[29]
- El 1973, Peter Kirstein va posar en pràctica la Internetworking a l'University College London (UCL), connectant l'ARPANET a xarxes acadèmiques britàniques, la primera xarxa internacional d'ordinadors heterogènia.[30][31]
- El 1973, Robert Metcalfe va escriure una nota formal a Xerox PARC descrivint Ethernet, un sistema de xarxa que es basava en la xarxa Aloha, desenvolupada als anys 60 per Norman Abramson i col·legues de la Universitat de Hawaii. El juliol de 1976, Robert Metcalfe i David Boggs van publicar el seu article "Ethernet: Distributed Packet Switching for Local Computer Networks"[32] i va col·laborar en diverses patents rebudes el 1977 i el 1978.
- El 1974, Vint Cerf, Yogen Dalal i Carl Sunshine van publicar l'especificació del Transmission Control Protocol (TCP), Plantilla:IETF RFC, encunyant el terme Internet  com a abreviatura de Internetworking.[33]
- El 1976, John Murphy de Datapoint Corporation va crear ARCNET, una xarxa de pas de fitxes que es va utilitzar per primera vegada per compartir dispositius d'emmagatzematge.
- El 1977, GTE va desplegar la primera xarxa de fibra de llarga distància a Long Beach, Califòrnia.
- El 1977, Xerox Network Systems (XNS) va ser desenvolupat per Robert Metcalfe i Yogen Dalal a Xerox.[34]
- El 1979, Robert Metcalfe va intentar convertir Ethernet en un estàndard obert.[35]
- El 1980, Ethernet es va actualitzar del protocol original de 2,94 Mbit/s al protocol de 10 Mbit/s, que va ser desenvolupat per Ron Crane, Bob Garner, Roy Ogus,[36] i Yogen Dalal.[37]
- El 1995, la capacitat de velocitat de transmissió per Ethernet va augmentar de 10 Mbit/s a 100 Mbit/s. El 1998, Ethernet admetia velocitats de transmissió d'1 Gbit/s. Posteriorment, es van afegir velocitats més altes de fins a 400 Gbit/s (en 2018). L'escalat d'Ethernet ha estat un factor que ha contribuït al seu ús continuat.[35]

## Classificació
Les xarxes es poden caracteritzar per diverses propietats: escala, organització, propòsit, capacitat, mètode d'autorització, tipus d'accés i d'altres.

### Per escala
- Nanoxarxa: una xarxa de comunicació a nanoescala consta de components també a nanoescala incloent els portadors de senyal que apliquen principis físics diferents dels de la comunicació a macroescala. S'estén a la comunicació entre sensors i actuadors de mida microscòpica com els que es troben en sistemes biològics i que s'acostumen a trobar en entorns massa extrems pels mètodes de comunicació habitual.
- Xarxa d'àrea personal (PAN): és una xarxa d'ordinadors usada per a la comunicació entre ordinadors i dispositius tecnològics a prop d'una persona. Per exemple ordinadors personals, impressores, fax, escàners, telèfons, PDAs, consoles de videojocs i fins i tot dispositius digitals d'ajuda personal. Una PAN pot incloure dispositius amb i sense fils. El seu abast típic pot arribar fins als 10 metres. Les xarxes PAN alàmbriques acostumen a ser USB o FireWire, i les sense fils Bluetooth o raigs infrarojos.
- Xarxa d'àrea local (LAN): és una xarxa que es limita a una àrea espacial relativament petita i limitada, com una habitació, un edifici, una nau o un avió. Normalment les LAN alàmbriques utilitzen la tecnologia Ethernet. També hi ha nous estàndards com ITU-T o G.hn que permeten crear una LAN utilitzant cablejat preexistent com línies telefòniques, cables coaxials i cables elèctrics. Característiques típiques de les LANs son una frequència de transmissió de dades relativament alta, un abast geogràfic limitat i poca fiabilitat en la connectivitat de les línies físiques que utilitza. Els protocols Ethernet (o altres tecnologies IEEE 802.3) operen a frequències de transferència de fins a 100 Gbit/s, segons estandards d'IEEE de 2010. S'estan desenvolupant tecnologies per Ethernet per arribar a 400 Gbit/s. Una xarxa LAN es pot connectar a una xarxa WAN mitjançant un encaminador.
- Xarxa d'àrea metropolitana (MAN): és una xarxa d'alta velocitat (banda ampla) que dona cobertura en una àrea geogràfica extensa.
- Xarxa d'àrea àmplia (WAN): és una xarxa que s'estén sobre una àrea geogràfica extens
- Xarxa d'àrea virtual (VPN): és un grup de computadores amb un conjunt comú de recursos a compartir i de requeriments, que es comuniquen com si estiguessin adjunts a una divisió lògica de xarxes de computadores en la qual tots els nodes poden arribar als altres pel medi de difusió(domini del medi de difusió) en la capa d'enllaç de dades.

## Per relació funcional
- Client-servidor
- Igual-a-Igual (p2p)

## Pertopologia
- Xarxa de bus
- Xarxa d'estrella
- Xarxa d'anell
- Xarxa en malla
- Xarxa de bus-estrella
- Xarxa Mesh
- Xarxa cel·lular
- Xarxa en arbre

## Per tipus de connexió
- Cable Coaxial, es fa servir per transportar senyals elèctrics d'alta freqüència. consta de dos conductors, un per transportar la informació i l'altre com a referència del terra i de retorn dels corrents.
- Cable parell trenat, és una forma de connexió en què els cables estan trenats per tal de reduir les interferències i augmentar la potència.
- Fibra òptica, es fa servir habitualment per transportar dades, és un cable molt fi pel qual s'envien pulsacions de llum.

## Comunicació en xarxa
La comunicació per mitjà d'una xarxa es duu a terme en dues categories diferents: la capa física i la capa lògica.
La capa física inclou tots els elements dels que fa ús un equip per a comunicar-se amb altres equips dins de la xarxa, com per exemple, les targetes de xarxa, els cables, les antenes, etc.
La comunicació a través de la capa física es regeix per normes molt rudimentàries, que per si mateixes resulten d'escassa utilitat. Tanmateix, fent ús d'aquestes normes, és possible construir els denominats protocols, que són normes de comunicació més complexes (conegudes com d'alt nivell), capaces de proporcionar serveis que resulten útils.
Els protocols són un concepte molt similar al dels idiomes de les persones. Si dues persones parlen el mateix idioma, és possible comunicar-se i transmetre's idees.
La raó més important de l'existència de la diferenciació entre la capa física i la lògica és senzilla: quan existeix una divisió entre ambdues, és possible utilitzar un nombre quasi infinit de protocols diferents, la qual cosa facilita l'actualització i migració entre diferents tecnologies.

## Xarxes segons la direccionalitat de les dades (tipus de transmissió)
- simplex unidireccionals, un ETD transmet i un altre rep.
- half-duplex bidireccionals, només transmet una cada vegada. També s'anomenen semi-duplex.
- full-duplex, ambdues poden transmetre i rebre a la vegada una mateixa informació

## Alguns protocols de xarxa que són estàndards (a diferents nivells dels models)

Xarxa Token Ring.

- AppleTalk
- ATM
- Bluetooth (IEEE 802.15)
- DECnet
- Ethernet (IEEE 802.3)
- FDDI
- Frame Relay
- Token Ring (IEEE 802.5)
- HIPPI
- PPP
- HDLC
- FidoNet
- Wi-Fi (IEEE 802.11)

## Internetwork
Dos o més segments de xarxa connectats amb dispositius que operen al nivell 3 (la capa de xarxa) del model OSI, com ara un encaminador. Qualsevol connexió entre xarxes públiques, privades, comercials, industrials o governamentals també es considerara una internetwork..

## Maquinari bàsic de les xarxes informàtiques
- Targeta de xarxa (NIC)
- Encaminador (router)
- Commutador (switch)
- Concentrador (hub)
- Bridge o pont de xarxa

## Xarxes d'emmagatzematge
- DAS (Direct Attached Storage).
- SAN (Storage Area Network).
- NAS (Network Attached Storage).